# Green jade
「Green jade」（グリーン・ジェイド）は、ChouChoの楽曲。2024年2月28日に23枚目のシングルとしてLantisから発売された。

## 概要
CDシングルとしては前作「Never Say Goodbye」以来、約5か月ぶりのリリースとなる。
表題曲はテレビアニメ『治癒魔法の間違った使い方』のエンディングテーマとして使用された。楽曲制作についてChouChoは、「"スズネ（同シリーズの登場人物）視点の楽曲"と作品側からオーダーをいただき、私自身が原作を読んで感じた感情はスズネの気持ちと近いのではと想像力を膨らませながら曲を作っていきました。驚くほどの早さで成長するウサトを見守り、応援するスズネの心情を、美しいメロディーと静と動を感じさせるサウンドで表現しています」と述べている。
CD発売に先駆けて、1月13日に表題曲「Green jade」が各音楽配信サイトで先行配信された。

## 批評
CDジャーナルは、「幻想的かつドラマティックな曲調を歌い上げている」と批評した。

## シングル収録内容
| 全作詞・作曲: ChouCho、全編曲: 村山☆潤。 |                           |         |            |      |
| #                                        | タイトル                  | 作詞    | 作曲・編曲 | 時間 |
| 1.                                       | 「Green jade」            | ChouCho | ChouCho    | 3:42 |
| 2.                                       | 「春暁」                  | ChouCho | ChouCho    | 4:21 |
| 3.                                       | 「Green jade」(off vocal) | ChouCho | ChouCho    | 3:39 |
| 4.                                       | 「春暁」(off vocal)       | ChouCho | ChouCho    | 4:17 |
| 合計時間:                                | 合計時間:                 | 15:59   |            |      |